# Vieljärvi
Vieljärvi (en carélien : Pyhärv, en finnois : Vieljärvi, en russe : Ведлозеро, Vedlozero) est une municipalité rurale du raïon de Priaja en république de Carélie.

## Géographie
Le village de Vieljärvi est situé au bord d'un lac près d'Hyrsylä à 52 kilomètres au sud-ouest de Priaja.
Le village est proche de la route Petrozavodsk-Värtsilä.
À Vieljärvi, on parle encore le dialecte de Vitele de la langue carélienne, qui est très proche de la langue finnoise.

## Démographie
Recensements (*) ou estimations de la population
| 2009  | 2010  | 2013  | 2015  |
| ----- | ----- | ----- | ----- |
| 2 134 | 1 758 | 1 630 | 1 576 |

| 2017  | 2019  | 2021  | - |
| ----- | ----- | ----- | - |
| 1 480 | 1 376 | 1 299 | - |